# Matteo Emmolo
Matteo Emmolo (Imperia, 3 luglio 1988) è un pallanuotista italiano, fratello di Giulia Emmolo.

## Statistiche

### Presenze e reti nei club
Statistiche aggiornate al 16 gennaio 2011.
| Stagione        | Squadra         | Campionato      | Campionato | Campionato | Coppe nazionali | Coppe nazionali | Coppe nazionali | Coppe continentali | Coppe continentali | Coppe continentali | Totale | Totale |
| Stagione        | Squadra         | Comp            | Pres       | Reti       | Comp            | Pres            | Reti            | Comp               | Pres               | Reti               | Pres   | Reti   |
| --------------- | --------------- | --------------- | ---------- | ---------- | --------------- | --------------- | --------------- | ------------------ | ------------------ | ------------------ | ------ | ------ |
| 2006-2007       | Imperia         | A2              | ?          | ?          |                 | -               | -               |                    | -                  | -                  | ?      | ?      |
| 2007-2008       | Vallescrivia    | A2              | ?          | ?          |                 | -               | -               |                    | -                  | -                  | ?      | ?      |
| 2008-2009       | Imperia         | A2              | ?          | ?          |                 | -               | -               |                    | -                  | -                  | ?      | ?      |
| 2009-2010       | Imperia         | A1              | ?          | 14         |                 | -               | -               |                    | -                  | -                  | ?      | 14     |
| 2010-2011       | Imperia         | A1              | 11         | 3          |                 | -               | -               |                    | -                  | -                  | 11     | 3      |
| Totale Imperia  | Totale Imperia  | Totale Imperia  | ?          | ?          |                 | -               | -               |                    | -                  | -                  | ?      | ?      |
| Totale carriera | Totale carriera | Totale carriera | ?          | ?          |                 | -               | -               |                    | -                  | -                  | ?      | ?      |